# Rhyzobius
Rhyzobius  (лат.) — род божьих коровок из подсемейства Coccidulinae.

## Описание
Тело овальное. Переднеспинка по направлению назад расширена, её овальное окаймление. Крупные точки надкрылий рассеяны беспорядочно.

## Систематика
В составе рода числятся 106 видов, включая:
- Rhyzobius bassus Normand, 1938
- Rhyzobius bielawskii Tomaszewska, 2010
- Rhyzobius bipartitus Fuente, 1918
- Rhyzobius chrysomeloides (Herbst, 1792)
- Rhyzobius fagus (Broun, 1880)
- Rhyzobius forestieri (Mulsant, 1853)
- Rhyzobius litura (Fabricius, 1787)
- Rhyzobius lophanthae (Blaisdell, 1892)
- Rhyzobius nigripennis Fauvel, 1903
- Rhyzobius oculatissimus Wollaston, 1857
- Rhyzobius pulchellus (Montrouzier, 1861)
- Rhyzobius ventralis (Erichson, 1842)
- Rhyzobius wanati Tomaszewska, 2010